# Шёнберг (замок, Германия)
Шёнберг нем. Schloss Schönberg — дворцово-замковый комплекс, возникший на месте средневекового замка. Находится на высоком холме недалеко от городского района Шёнберг города Бенсхайм в долине Шёнбергер в южной части земли Гессен, Германия. Веками замком владела семья фон Эрбах, а затем, после разделения рода, линия фон Эрбах-Шёнберг.

## История

### Ранний период
Замок возник в XIII веке. Первое документальное упоминание Шёнберга относится к 1303 году и речь идёт уже о существующей крепости. Крепость на вершине холма была призвана держать под контролем важный торговый путь Лаутерталь. Изначально замок существовал не как жилая резиденция, а именно как сугубо фортификационное сооружение. Главные оборонительные рубежи, в том числе каменные башни и стена, находились в северной стороне. Там склоны были наиболее пологими, а значит существовала высокая вероятность атаки на замок с севера. Одна из тем самых старых башен сохранилась до настоящего времени. 
Шёнберг входил в состав курфюршества Пфальц. В качестве ленного владения замок долгое время принадлежал влиятельной дворянской семье фон Эрбах. В непосредственной близости от Шёнберга находились земли могущественного графского рода Катценельнбоген. Это обстоятельство превращало замок в глазах курфюрстов Пфальца в стратегически важную крепость.
После того как род графов Катценельнбоген пресёкся, их владения в 1479 году перешли к ландграфам Гессена. Соответственно важное значение Шёнберга как пограничной крепости не исчезло.

### XVI-XVIII века
В 1503 году началась Война за ландсхутское наследство. Уже в 1504 году замок Шёнберг был осаждён. Сильные отряды ландграфа Вильгельма II Гессенского обложили крепость и провели мощную бомбардировку. В итоге в замке вспыхнул сильный пожар и он оказался частично разрушен. 
Однако после завершения войны семья фон Эрбах резко возвысилась. Уже в 1532 году представители рода получили графский титул и многочисленные привилегии. Всё это позволило семье фон Эрбах развернуть активные строительные работы в своём родовом владении. К середине XVI века Шёенберг был значительно расширен и преобразился в роскошную графскую резиденцию.
В 1717 году графcкий род фон Эрбах разделился на две самостоятельные линии. Одна из них, в чьей собственности остался замок, закономерно получила наименование фон Эрбаха-Шёнберга. При графе Георге Августе фон Эрбах-Шёнберге началась масштабная реконструкция замка. В период с 1728 по 1729 годы он почти перестал напоминать крепость и превратился в огромный дворец.

### XIX-XX века

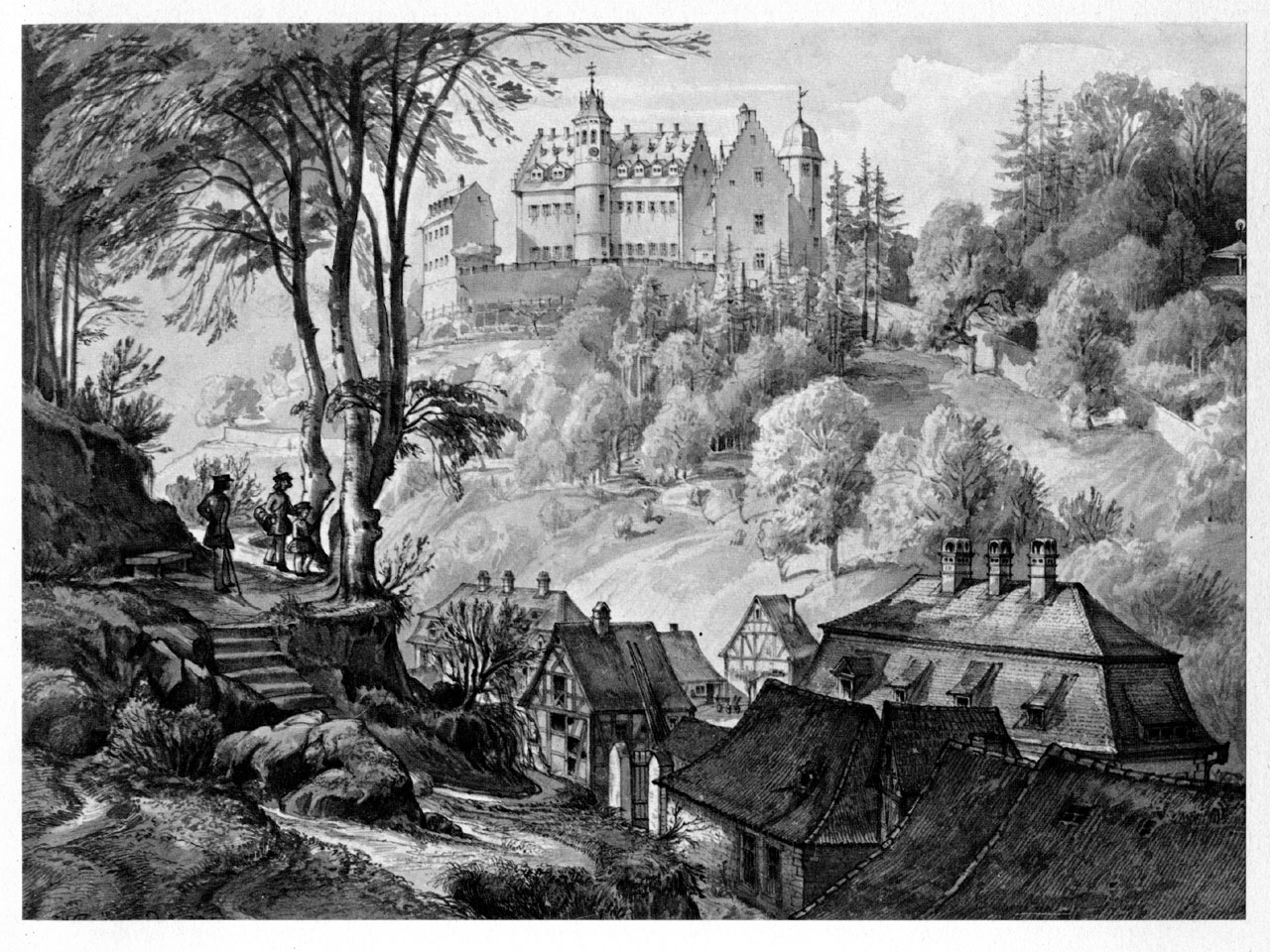
Замок на рисунке 1851 года

Наполеоновские войны обошли стороной Шёнберг. Он благополучно пережил военные действия. 
В 1840-е – 1850-е в Шёнбурге вновь проводились значительные строительные работы. Серьезные изменения были внесены в северное крыло резиденции. Кроме того значительно преобразился во внутренний двор дворца. Там в восточной части появилась изящная терраса. 
Прежний барочный сад, значительно расширенный ещё в XVIII веке, был преобразован в ландшафтный парк. 
В 1902 году последним крупным дополнением в дворцово-замковом комплексе стал павильон, созданный на террасе. Его автором был бенсхаймский архитектор Генрих Метцендорф. Заказчицей выступила тогдашняя хозяйка замка — княгиня Мария фон Эрбах (приходившаяся двоюродной сестрой российскому императору Александру III).
Замок почти не пострадал в годы Второй мировой войны. В 1956 году замок как главное владение княжеского (с 1903) рода Эрбах-Шёнбергов был продан Рурскому пенсионному фонду Кнаппшафт, чья штаб-квартира располагалась в Бохуме. Бывший княжеский дворец решили преобразовать в дом отдыха и пансионат. 17 октября 1957 года, после завершения работ, в присутствии федерального президента ФРГ Теодора Хойса, состоялось торжественное открытие нового объекта системы здравоохранения.
В последующие годы замок Шёнберг служил учебным центром и местом проведения конференций компании Rentenversicherung Knappschaft-Bahn-See. В этом статусе он оставался до декабря 2011. Затем Шёнберг был выставлен на продажу.

### XXI век
В 2014 году замок Шёнберг был продан региональному предпринимателю. С тех пор комплекс остаётся в частной собственности.

## Галерея

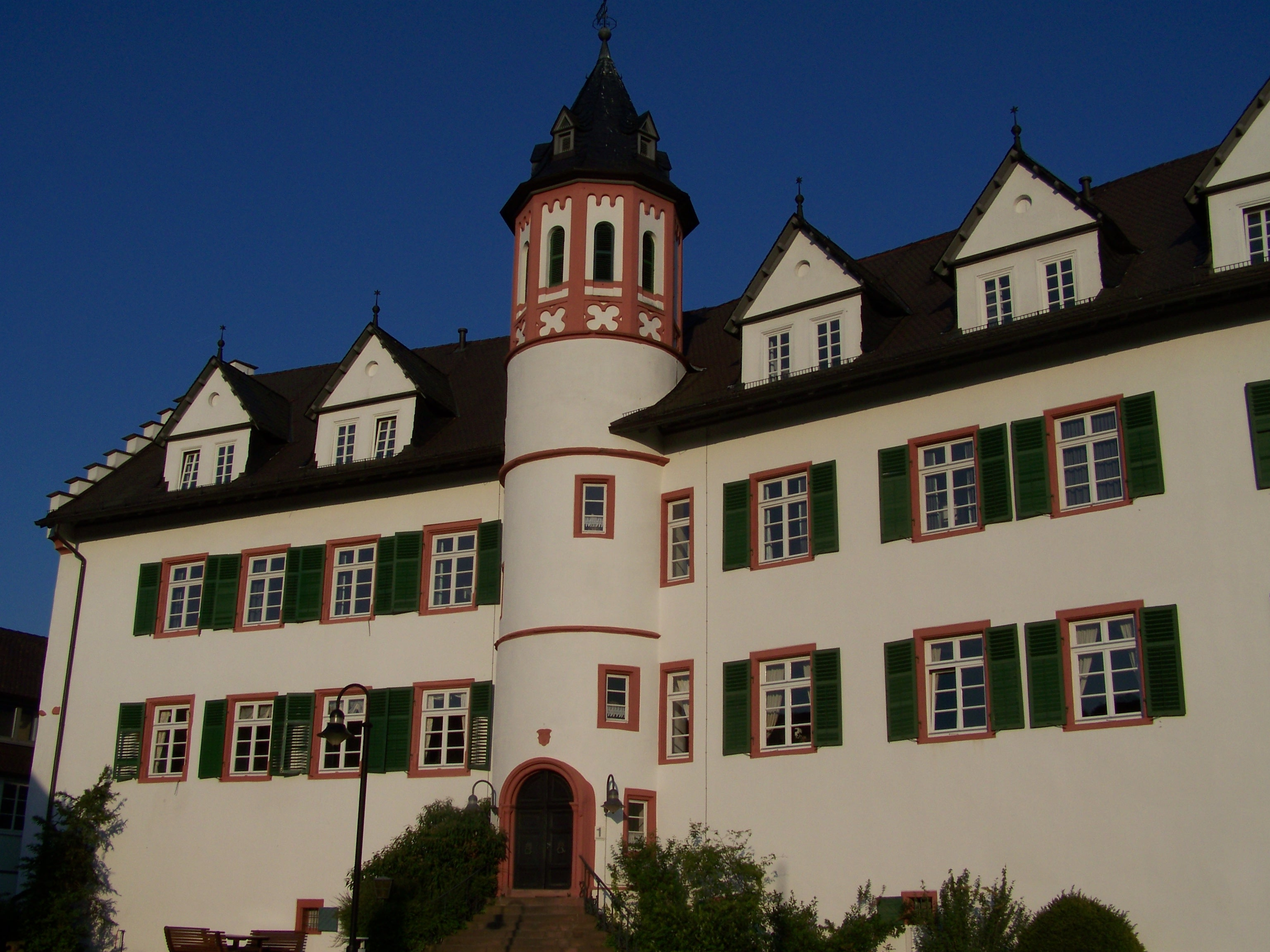
Фасад главного здания резиденции
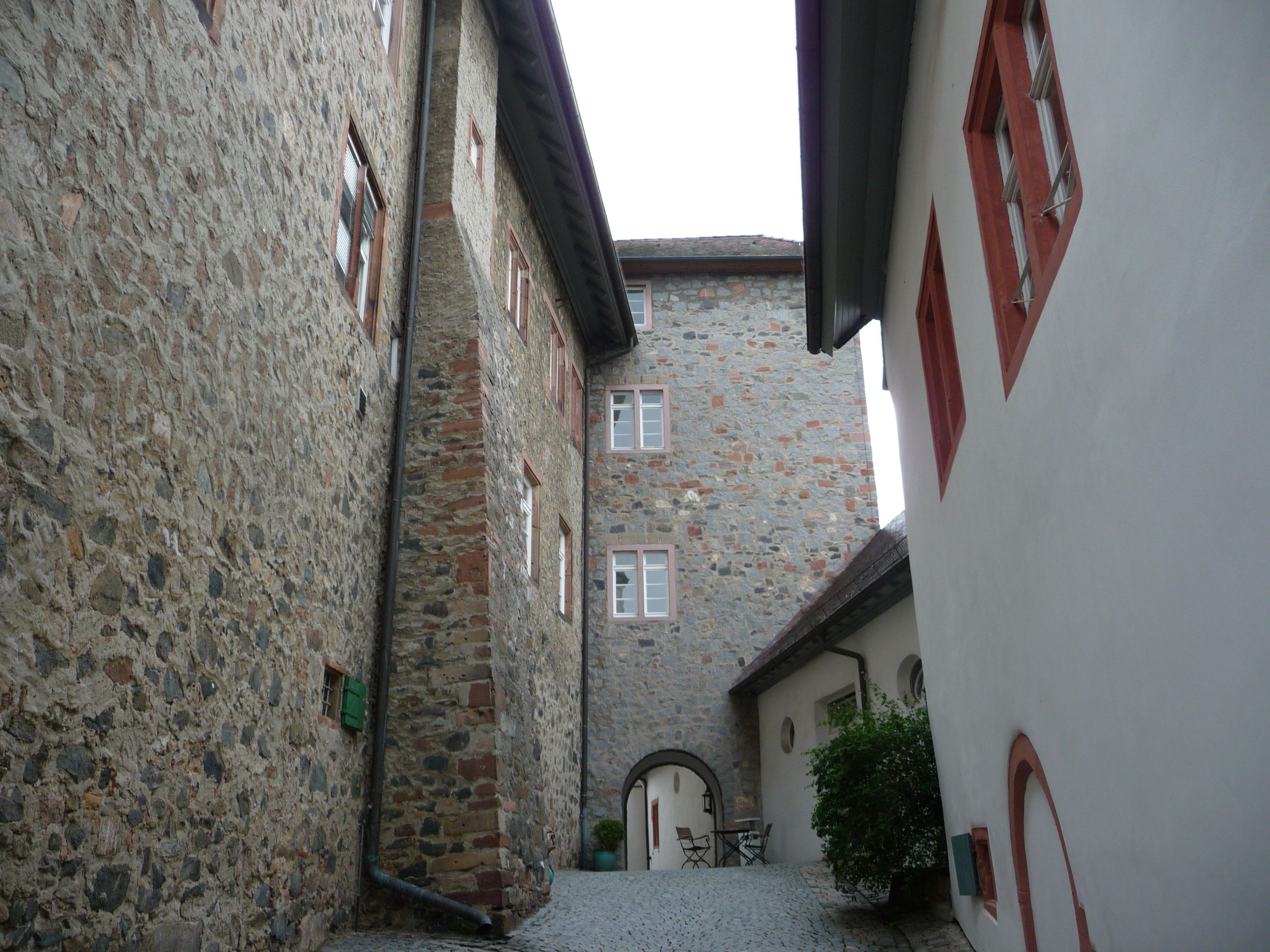
Проход в верхнюю часть замка
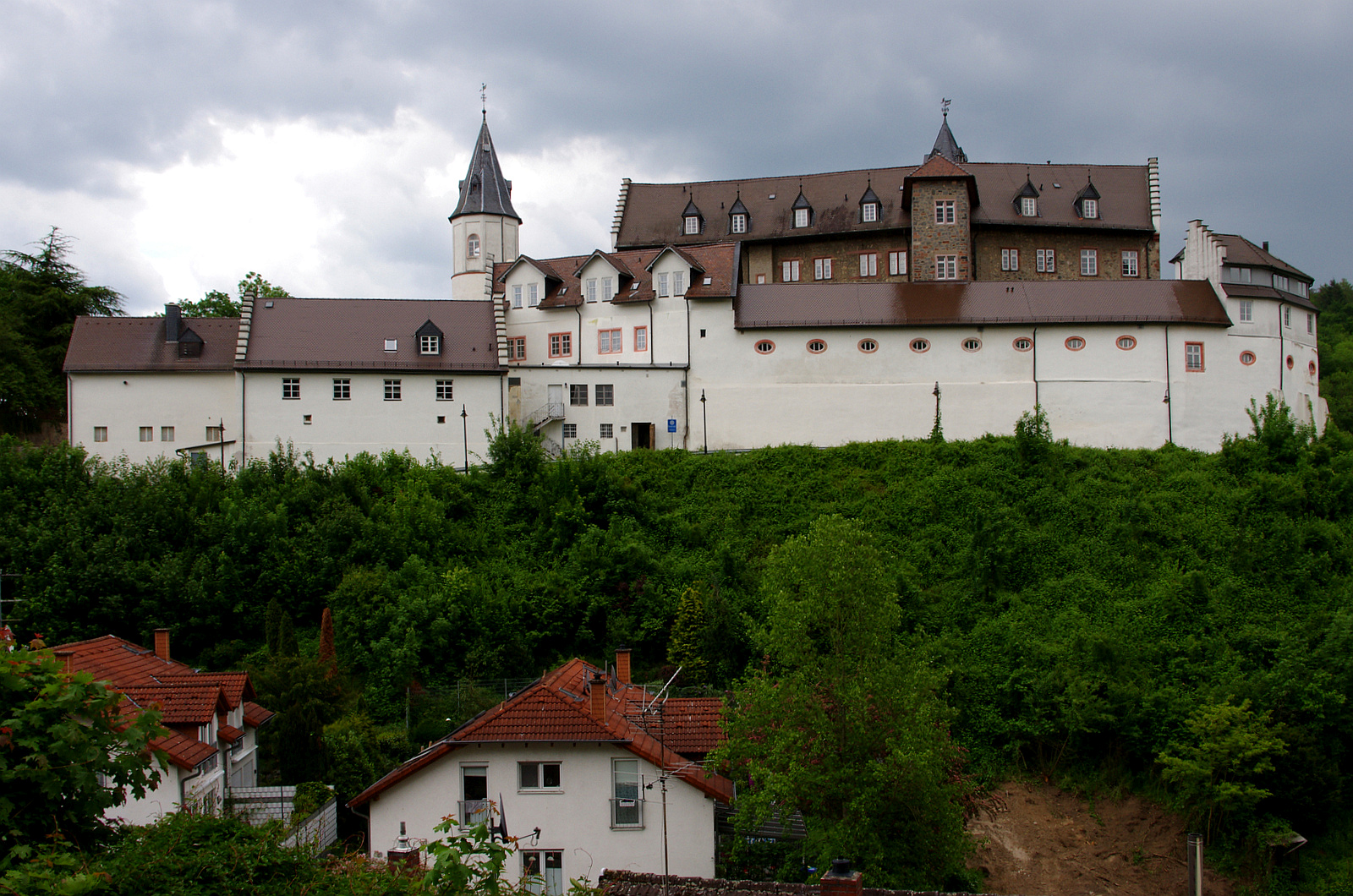
Вид замка со стороны города
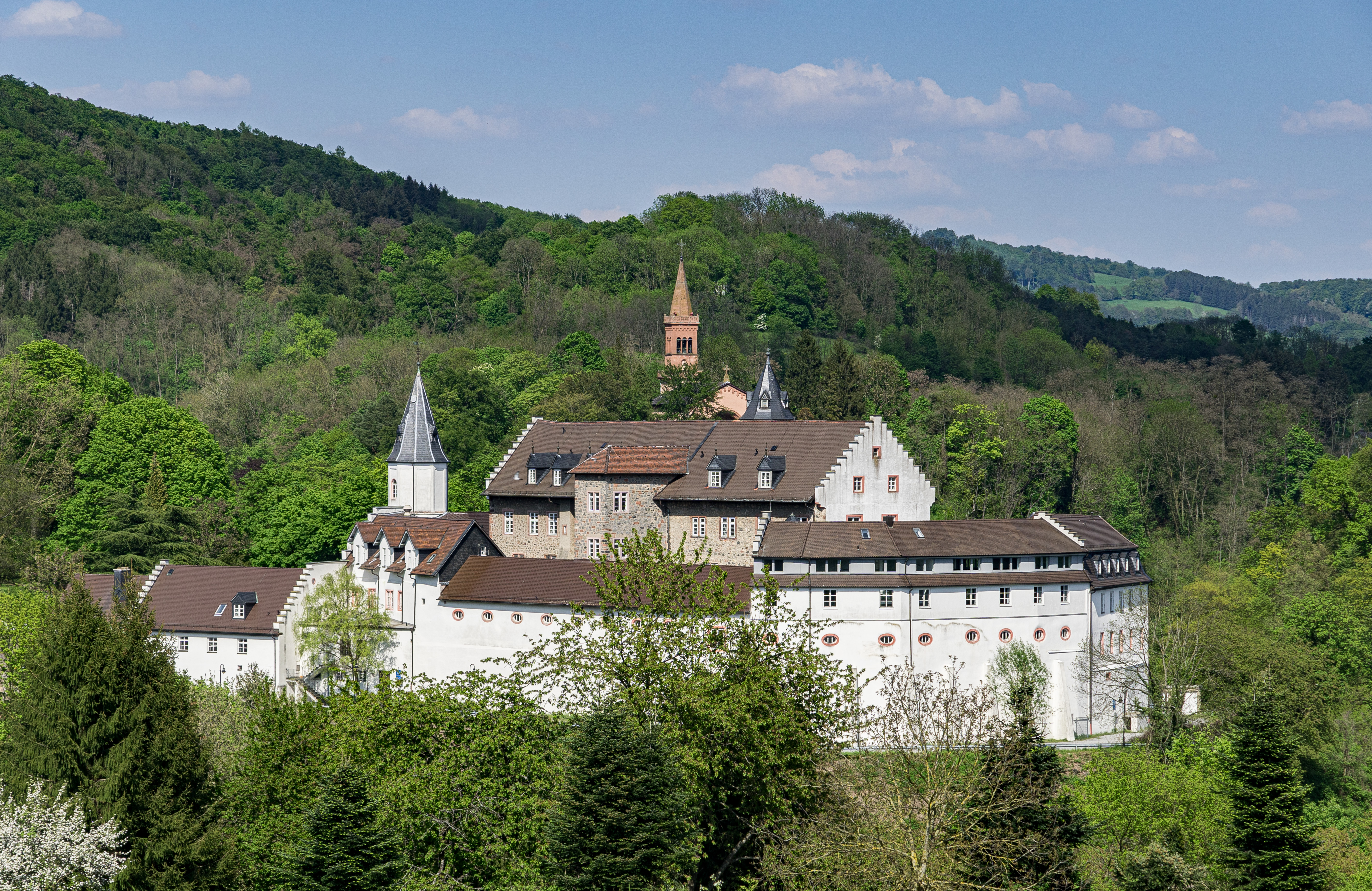
Вид комплекса с соседнего холма
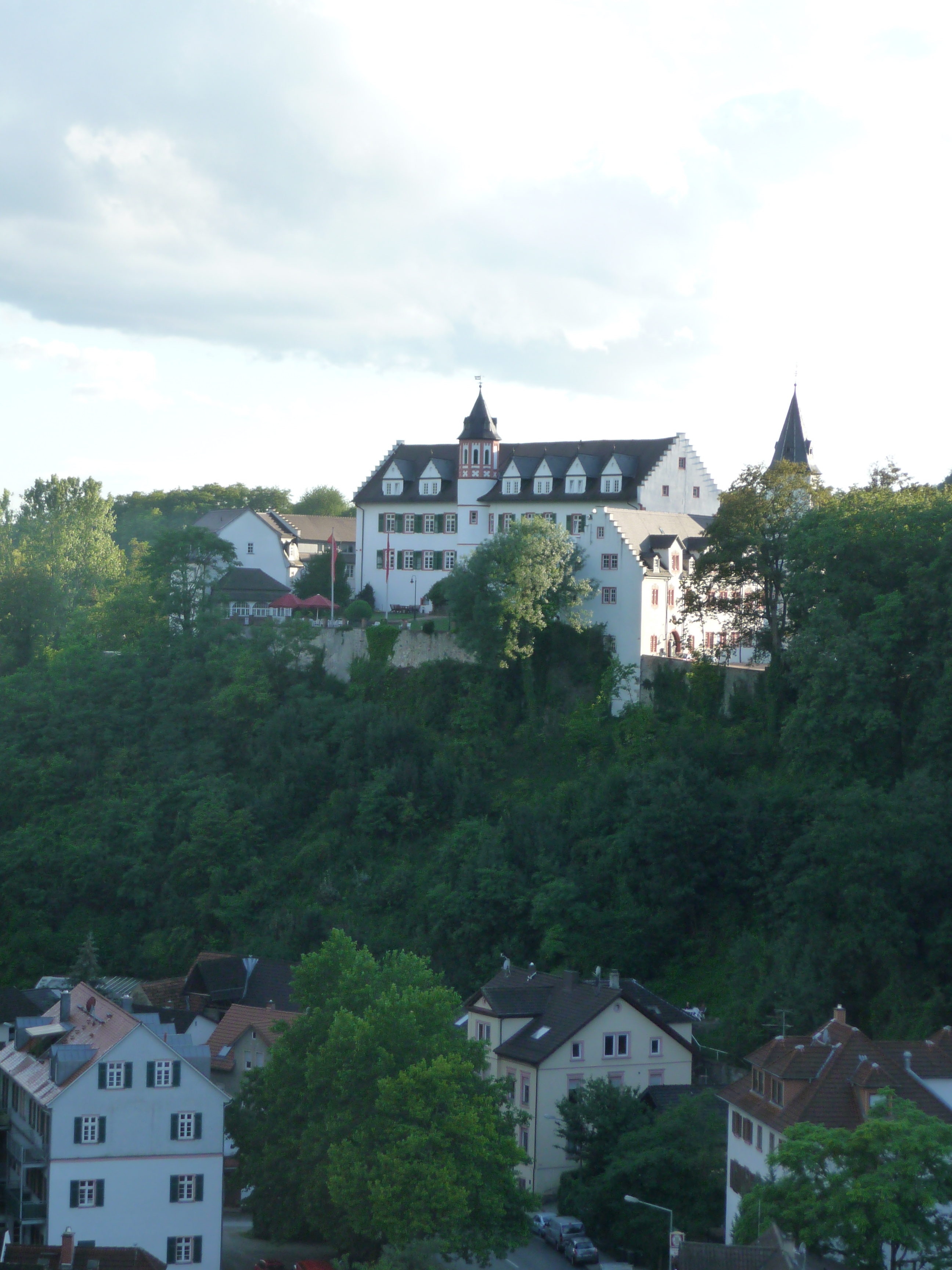
Город Шёнберг и замок Шёнберг